# نمایش پرده
پرده نمایش یا تئاتر معرکه گیر یا نمایش مرشد و بچه مرشد 
نوعی نمایش خیابانی است که بعدها از آن تعزیه مشتق و گرفته شده این نوع نمایش به دوران ایران باستان بر می‌گردد.
این نوع پرده نشان دادن صحنه ای از رویدادهای مهم تاریخی توسط درویش و مرشد و بچه مرشد است. قدیمی‌ترین این‌گونه صحنه‌ها مربوط به داستان رستم و سهراب و سیاووش می‌شود.
پرده نمایش' یا نمایش پرده شاخه‌ای از هنرهای نمایشی است که به بازنمودن داستان‌ها در برابر مخاطبان یا تماشاگران می‌پردازد.
به جز سبک معیار گفتار داستانی، و شرح نقاشی‌های روی پرده، حرکات و نمایش‌های جانبی مانند نمایش مار و نمایش پهلوانی نیز برای جلب مخاطب دارد.

## نام
«نمایش» یا پرده معره که گیری

## پیشینه
پیشینه یرده نمایش به دوره‌های قبل از اسلام بر می‌گردد. این کار برای شاهنامه گفتن داستانهای حماسی به افراد بی سواد بود و مورد استقبال مردم قرار می‌گرفت. اما اوج شکوفایی آن به دوره صفویه بر می گردد و تخت تأثیر هنرهای ارمنی فرار داشته‌است. نمونه برجای مانده آنها پرده نمایش‌های سنگی در سنگ‌تراشی های تخت جمشید و دیواره نقش رستم چلیپای ایرانی و … می‌باشد.
در کتاب تاریخ بخارا آمده‌است که نمایش ایران از آیین اسطوره و شعایر برخاسته‌است.